# Pudukkottai (Staat)
Pudukkottai (Tamil புதுக்கோட்டை சமஸ்தானம் Putukkōṭṭai camastāṉam) war ein Fürstenstaat Britisch-Indiens im heutigen Bundesstaat Tamil Nadu. Seine Hauptstadt war Pudukkottai.

## Beschreibung und Geschichte
Der Fürstenstaat lag im Hinterland der Ostküste Südindiens. Er hatte eine Fläche von 2849 Quadratkilometern und 380.440 Einwohner (1901). Pudukkottai grenzte an die Distrikte Trichinopoly (Tiruchirappalli), Tanjore (Thanjavur) und Madura (Madurai) der Präsidentschaft Madras. Politisch unterstand der Staat der Präsidentschaft Madras vertreten durch den Distriktvorsteher von Trichinopoly.
Pudukkottai wurde von der Tondiman-Dynastie beherrscht. Ihr Begründer, Raghunatha Tondiman, hatte das Gebiet von Pudukkottai um 1680 vom Herrscher von Ramanathapuram (Ramand) als Lehen erhalten. Während der Karnatischen Kriege, in denen Großbritannien und Frankreich im 18. Jahrhundert um die Vorherrschaft in Südindien rangen, unterstützte Pudukkottai die Briten. Daher durfte Pudukkottai nominell seine Unabhängigkeit behalten und wurde 1803 zu einem britischen Protektorat.
Nach der indischen Unabhängigkeit vollzog Pudukkottai am 3. März 1948 den Anschluss an die Indische Union. Der letzte regierende Raja hatte zuvor nach Gesprächen mit dem indischen Innenminister Vallabhbhai Patel das instrument of accession in Neu-Delhi unterzeichnet. 1950 wurde Pudukkottai in den Bundesstaat Madras eingegliedert, aus dem später das heutige Tamil Nadu hervorging. Das Gebiet des ehemaligen Fürstenstaates war zunächst ein Teil des Distrikts Tiruchirappalli, ehe aus ihm 1974 zusammen mit einigen Gebieten aus dem Distrikt Thanjavur der Distrikt Pudukkottai gegründet wurde.